# ميخائيل كونولي
ميخائيل كونولي هو سياسي كندي، ولد في 3 مارس 1994 في كالغاري في كندا. حزبياً، نشط في Alberta New Democratic Party ‏. وقد انتخب عضو الجمعية التشريعية ألبرتا عن دائرة Calgary-Hawkwood ‏ خلال فترته النيابية ‏.